# Simon Gärdenfors
Simon Michael Wald Gärdenfors, född 23 mars 1978 i Sankt Petri församling i Malmö, är en svensk serietecknare, komiker, rappare och programledare bosatt i Stockholm.
Han är son till filosofen Peter Gärdenfors.

## Biografi

### Serietecknande
Gärdenfors har tecknat för bland annat Galago och Rocky Magasin och varit redaktör för tidningarna Mega-Pyton, Ernie och Svenska Mad. Efter att ha släppt egna seriefanzin gav han 2003 sin första serieroman Turist.
Trots ämnen som sex och knark har Gärdenfors tecknarstil beskrivits som "gullig". Det är mycket runda former, och han har inspirerats mycket av godisförpackningar. Han samlar på olika godisförpackningar och etiketter och har även plagierat förpackningar och figurer. Serieskapare som har påverkat honom stil- och innehållsmässigt innefattar Joe Matt och Jeffrey Brown.[källa behövs]
En del av Gärdenfors serier är enskilda bilder och korta historier, men en del är mer självbiografiska. Mellan 1 mars och 28 juni 2007 genomförde Gärdenfors ett projekt där han åkte runt i Sverige i 120 dagar och övernattade hos olika människor. Erfarenheterna har samlats i serieboken Simons 120 dagar som utgavs i april 2008 på förlaget Ordfront. Boken utgavs på engelska, med titeln The 120 days of Simon, 2010.
2012 utkom boken Död kompis där Gärdenfors berättar om sin vän Kalle som dog vid 18 års ålder och hur detta påverkade Gärdenfors liv. Död kompis hade tidigare publicerats som följetong i serietidningen Rocky. Boken blev första bok att vinna i Stora Läsarprisets kategori Årets tecknade serie.
Efter att Sveriges utrikesminister Anna Lindh mördats 2003 misstänktes inledningsvis en person som i media kallades 35-åringen. 35-åringen satt även häktad i åtta dagar. Media uppmärksammade att Gärdenfors använt den initialt misstänkte mördaren som förlaga till en figur i serien Ruffel och båg som publicerades i tidningen Galago, och senare i Gärdenfors seriealbum Lura mig!. Gärdenfors och 35-åringen bodde båda under 1999 i Tom Kronsjös hus på Stora Södergatan i Lund. När Gärdenfors började skriva Ruffel och båg, som handlar om mytomani, tyckte han att 35-åringen passade bra som förebild, då denne hittade på så otroliga historier. Bland annat påstod han att han kände kungen och hade spelat gitarr i Cardigans. Den så kallade 35-åringen friades senare från mordmisstankarna. 
Simon gifte sig i november 2022 i Las Vegas med konstnären Andrea Lennartsson, men paret skiljde sig 2024. 
Som konstnär är Gärdenfors representerad vid bland annat Nordiska Akvarellmuseet.

### Musikskapande
Gärdenfors och serietecknarkollegan Calle Thörn bildade hiphopduon Las Palmas. Efter flera demos släpptes det officiella debutalbumet Vi blir i familjen 2006. Las Palmas släppte sitt senaste album 2006.
Mellan 2008 och 2014 var Gärdenfors aktiv i duon Far & Son tillsammans med Frej Larsson. Duon debuterade med singeln Panik , och har sedan dess släppt bland annat låtarna "Nattlivspussel", "Hyr stället" och "Dubbel Margarita".
Gärdenfors släppte 2010 sitt enda soloalbum, Att leva med skammen, under artistnamnet Simon G.

### TV-medverkan
I april 2008 debuterade Gärdenfors som programledare i TV. Under rubriken "ZTV presenterar" presenterar han "Simon Gärdenfors skräpkultur-show" som sändes i sex avsnitt på ZTV under våren 2008. Bland programmens teman märks serier, godisförpackningar och flipperspel. Till programmet kom det även en del gäster som Linus "Spakur" Johansson, Johannes "Aggro" Torstensson, Frej Larsson, med flera.[källa behövs]
Hösten 2015 sändes första avsnittet av satirprogrammet Samhällsjudo på TV12 och TV4 Play. I programmets 20 minuter långa avsnitt får man se Gärdenfors och hans rapp-partner Frej Larsson gå till angrepp mot sådant de anser är fel i samhället. Det rör sig om en klassisk "dolda kameran"-tv med en något politisk vinkel. Mycket av det duon gjort under inspelningen av Samhällsjudo har blivit uppmärksammat i media. Gärdenfors har även kallats till polisförhör skäligen misstänkt för hemfridsbrott och ofredande till följd av inspelningen av ett specifikt klipp till programmet.
Mellan 2018 och 2020 släppte Gärdenfors Mina problem, en egenproducerad sitcom-serie i sex delar löst baserad på sitt eget liv, på Youtube. Efter en lyckad crowdfundingkampanj drog arbetet igång med en uppföljare i form av en långfilm och planerad premiär för den är i februari 2025.

### Poddradio
Sommaren 2012 startade Gärdenfors programmet Arkiv Samtal där han varje vecka talar med kända och okända gäster. Ett populärt återkommande inslag är "Välj drycken", där Gärdenfors och gästen väljer varsin dryck att dricka under inspelningen. På senare tid har även inslaget "Europas sämsta cliffhanger" tillkommit, men det är oklart vad det egentligen innebär. Några av de gäster som medverkat är Martin Soneby, Aron Flam, Martin Kellerman, Hanna Fahl, Peter Gärdenfors, Jocke Boberg, Adam Svanell, Jörgen Lötgård och Kristoffer Triumf.
Gärdenfors startade 2015 programmet Specialisterna podcast tillsammans med komikerkollegorna Albin Olsson och Anton Magnusson.

## Filmer och TV-serier, i urval
- 2008 – Skräpkultur (TV-serie)
- 2015 – Samhällsjudo (TV-serie)
- 2017–2019 – Släng dig i brunnen (TV-serie)
- 2025 – Serietecknaren

## Utgivna serier i urval

### Seriealbum
- Turist (Lystring 2003, pocketutgåva)[6]
- Lura mig! (Galago Förlag 2005)[14]
- Simons 120 dagar (Galago 2008)[8]
- Nybuskis (Galago 2009)[26]
- Död kompis (Egmont Kärnan 2012)[10]
- Hobby (Ordfront Galago 2014)[27]

### Fanzin
- Ukraina

### Övriga serier
- Diverse serier och skämtteckningar i Galago (bl.a. "Nybuskis")
- Diverse serier i Mega-Pyton (bl.a. "DJ: Röv" och "Pappa Y-front")
- En serieintervju med sin far i 2005 års decembernummer av Tecknaren

### Övriga publikationer
- Smak (webbfanzin med recensioner av ätbara ting, drivs tillsammans med seriekollegorna Henrik Bromander och Johannes Nilsson)